# Exoprosopa dedecoroides
Exoprosopa dedecoroides är en tvåvingeart som beskrevs av Paramonov 1928. Exoprosopa dedecoroides ingår i släktet Exoprosopa och familjen svävflugor. Inga underarter finns listade i Catalogue of Life.